# Чемеровецька селищна територіальна громада
Чемеровецька селищна громада — територіальна громада України, в Кам'янець-Подільському районі Хмельницької області. Адміністративний центр — селище Чемерівці.
Площа громади — 464,5 км², населення — 22 307 мешканців (2018).
Утворена 15 вересня 2016 року шляхом об'єднання Чемеровецької селищної ради, Андріївської, Бережанської, Більської, Жердянської, Залучанської, Кормильчанської, Кочубіївської, Красноставської, Кугаєвецької, Почапинецької, Свіршковецької, Слобідсько-Смотрицької, Сокиринецької, Степанівської, Хропотівської, Чорнянської, Шидловецької та Ямпільчицької сільських рад Чемеровецького району.

## Населені пункти
До складу громади входять 46 населених пунктів — 1 селище, Чемерівці, і 45 сіл: Андріївка, Антонівка, Бережанка, Біла, Велика Зелена, Вигода, Вишневе, Вишнівчик, Вікторівка, Гайове, Демківці, Діброва, Драганівка, Жердя, Завадівка, Залісся, Залуччя, Зарічанка, Збриж, Кормильча, Кочубіїв, Красноставці, Криків, Кугаївці, Летава, Мала Зелена, Михайлівка, Нова Гута, Нове Життя, Почапинці, Ружа, Садове, Свіршківці, Слобідка-Скипчанська, Слобідка-Смотрицька, Сокиринці, Степанівка, Теремківці, Хропотова, Чагарівка, Черче, Чорна, Шидлівці, Юрківці та Ямпільчик.